# Eurostar (bio)
För andra betydelser, se Eurostar.
Eurostar AB är en svensk biografkedja bildad 1984 av två biografmaskinister verksamma på SF:s biograf Palladium i Stockholm när deras bolag - Handelsbolaget biografen skytten - fick överta driften av flera förortsbiografer som drevs av Svensk Filmindustri.

## Biografetableringen
Från början var det enbart biografer i Stockholms förorter som Eurostar AB drev. Sedan har man stegvis övertagit biografer i landsorten samtidigt som flera av de ursprungliga biograferna har lagts ned.

### Förortsbiograferna
Biografen Skytten var en biograf i Solna kommun som de året innan hade övertagit från Svensk Filmindustri. Biograferna de fick ta över från Svensk Filmindustri var Fontänen i Vällingby, Fanfaren i Farsta och Vågen i Skärholmen. I samma veva förvärvade de biografen Focus i Hagsätra. Övriga biografer var Nacka Bio, Höglandsbiografen i Bromma, Ekerö bio, Viksjöteatern, Falken i Jakobsberg, Facklan i Åkersberga, Borgen i Bålsta, Murgrönan i Salem. Under en kortare period drevs även Kaskad i Blackeberg och Prisma i Hässelby.

### Innerstadsbiograf
Eurostar AB hade även försök med att driva innerstadsbiograf i Stockholm. Biografen Paraden på Valhallavägen i Stockholm men det fick läggas ner av lönsamhetsskäl efter 4 veckor.
Under 2005 drev Eurostar även biograf Draken i Göteborg med kommersiella filmvisningar. Ett projekt som även det fick avslutas på grund av lönsamhetsskäl.

### Drive-in-biograf
Under två år drev Eurostar AB även en drive-in-biograf i Hammarby industriområde i Södra Hammarbyhamnen.

## Marknadsföring
Till skillnad från SF som annonserade i den dagliga pressen producerade Eurostar programblad för en hel säsong i taget och distribuerade till hushållen i närområdet. En säsong varade ofta under samma tidsperiod som skolarnas höst- eller vårtermin. Det medförde att man var tvungen att ha en längre tidsplanering och inte kunde ändra filmtider på daglig och veckovis basis som Svensk Filmindustri. Detta gjorde det tungrott med filmplaneringen. Men den tilltänkta publiken uppskattade programbladet och kunde planera in sina biografbesök. Den största succén gjordes med matinéfilmer.
Fortfarande använder man sig av samma princip även om omloppshastigheten på filmprogrammen ökat väsentligt. Internet är nu också en kompletterande marknadsföringsväg, där man kan prenumerera på program och boka biljetter.

## Biografnedläggningar
I samband med att Solna Centrum byggdes om försvann även biografen. Detsamma skedde även i Farsta under dess ombyggnad. När AMC byggde sin biograf i Heron City i Kungens kurva köpte SF in sig i Vågen i Skärholmen. Därefter köpte SF ut Eurostar från biografen Vågen. När SF sedan övertog biograferna av AMC i Heron City (som Filmstaden Heron City) lade SF ner biograf Vågen. Biografen i Vällingby har efter ombyggnaden fem salonger som alla numer drivs av SF Bio.

## Biografer
Eurostar har nu (maj 2017) fyra biografer i Stockholmsområdet och tolv i orter utanför Stockholm.

### Biografer i Stockholmsområdet
- Borgen i Bålsta
- Bio_Cosmopolite i Brandbergen
- Falken i Jakobsberg
- Gustavsbergsteatern i Gustavsberg
- Murgrönan i Salem

### Biografer utanför Stockholmsområdet

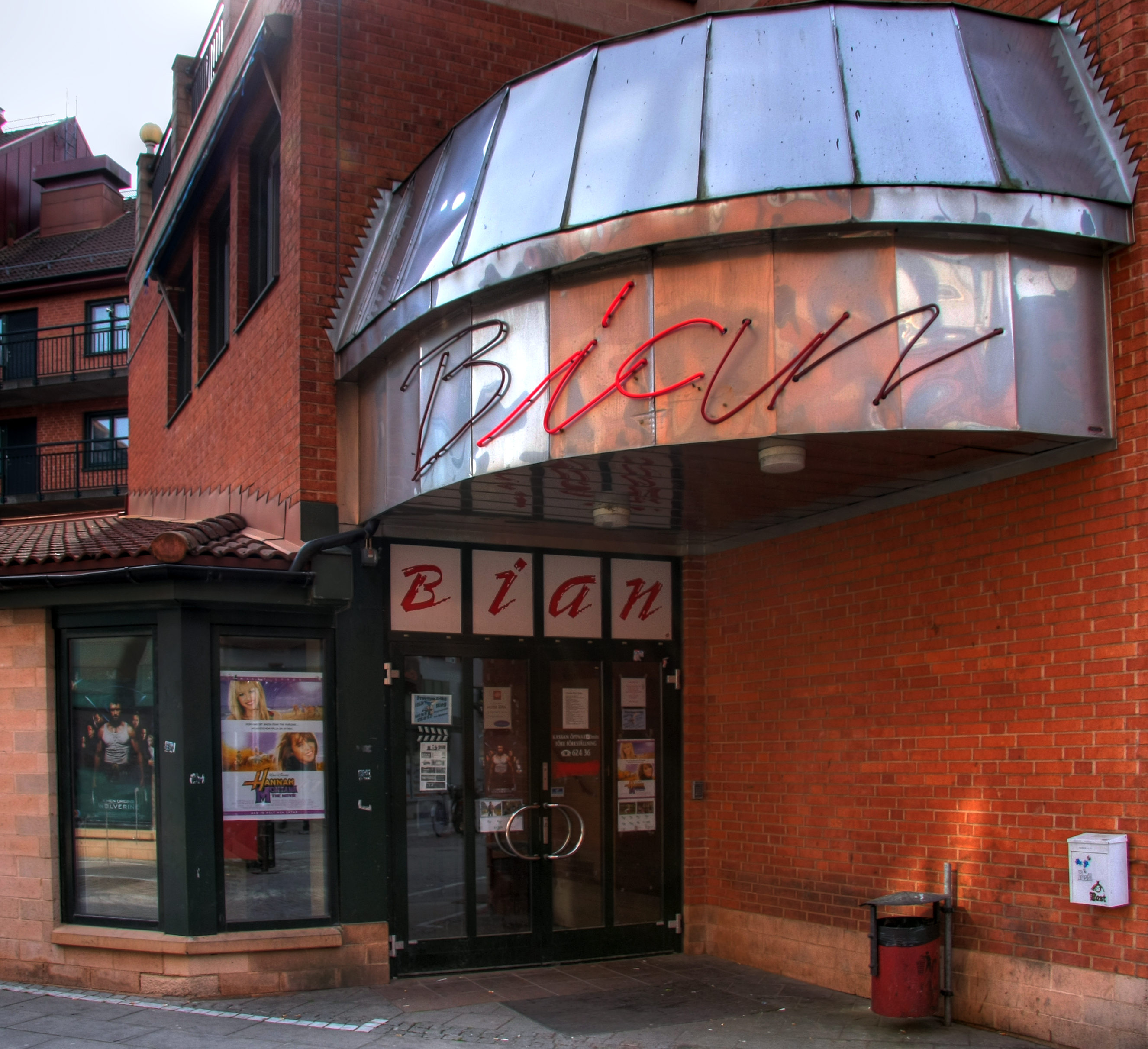
Bian i Eslöv

- Myntet i Avesta
- Burgsviks Bio i Burgsvik
- Sagabiograferna i Enköping
- Bian i Eslöv
- Stadsbion i Falkenberg
- Cosmorama i Falköping
- Elektron i Gnesta
- Star i Hedemora
- Parkbiograferna i Hässleholm
- Saga i Nässjö
- Centrum i Sala
- Folkan i Ulricehamn

### Tidigare drivna biografer
- Biokällan i Märsta
- Ekerö Bio i Ekerö
- Focus i Hagsätra centrum
- Nacka Bio i Nacka
- Kaskad i Blackeberg
- Biograf Prisma i Hässelby gård
- Skytten i Solna
- Fontänen i Vällingby centrum
- Fanfaren i Farsta centrum
- Vågen i Skärholmens centrum
- Paraden i Stockholm/Östermalm
- Scala Sölvesborg i Sölvesborg
- Ösmo Palladium i Ösmo
- Facklan i Åkersberga
- Sommarland bio i Skara (tältbio)
- Sudersandsbiografen på Fårö